# Diversidad sexual en la República Democrática Alemana
La República Democrática Alemana (RDA, en alemán: Deutsche Demokratische Republik o DDR), un estado de Europa central que existió entre 1949 y 1990 antes de ser absorbido por la República Federal de Alemania (RFA), estaba dominada por las normas heterosexuales. Sin embargo, Alemania Oriental despenalizó la homosexualidad durante la década de 1960, lo que a su vez aumentó su aceptación y visibilidad social.

## Situación legal

### Homosexualidad
Cuando se fundó la RDA en 1949, heredó el párrafo 175a del código legal nazi, junto con muchas otras leyes preexistentes. El párrafo 175 también pasó a formar parte de la legislación de Alemania Occidental. El artículo 175a prohibía el «deseo contra natura» entre hombres y contenía una cláusula que protegía contra la «seducción» de hombres menores de 21 años. Tras los intentos de reforma legal de 1952 y 1958, la homosexualidad fue despenalizada oficialmente en la RDA en 1968, aunque el artículo 175 dejó de aplicarse a partir de 1957. El Partido Socialista Unificado (SED), en el poder, no la consideraba ni una enfermedad ni una identidad sexual legítima, sino un problema biológico de largo plazo. En 1968, el artículo 151 penalizaba las relaciones homosexuales entre hombres adultos y menores de 18 años, estableciendo una edad de consentimiento desigual en comparación con la de los heterosexuales, que era de 14 años para ambos sexos. Esta disposición fue anulada por el Tribunal Supremo en 1987, argumentando que una edad de consentimiento desigual excluía a los homosexuales de la sociedad socialista y de los derechos civiles que se les garantizaban. En julio de 1989, la edad de consentimiento para todas las relaciones sexuales se fijó en 14 años.
En un contexto internacional, la despenalización ayudó a la imagen progresista de la RDA, poniendo al país en línea con "estados socialistas más progresistas (en esta materia) como Checoslovaquia y Polonia, y adelantando por un año la despenalización de Alemania Occidental". Sin embargo, las vidas de los homosexuales en la RDA cambiaron poco; en su mayor parte, permanecieron invisibles para la sociedad en general.

### Derechos transgénero
La RDA permitía que tanto hombres como mujeres mayores de 18 años recibieran cirugía de reasignación de sexo patrocinada por el gobierno, ya que su sistema de atención médica era gratuito y totalmente nacionalizado. Las personas transgénero también podían casarse con otras personas y adoptar niños. Sin embargo, la RDA carecía de cualquier legislación que abordara el reconocimiento del nuevo género de una persona trans. En consecuencia, esto significó que después de la reunificación alemana en 1990, las interpretaciones constitucionales posteriores de la Ley de Transexuales en la ley fundamental alemana no tuvieron que hacer referencia a las disposiciones de Alemania Oriental sobre los derechos de las personas transexuales.

## Situación social y política
En los cinco años posteriores al levantamiento de 1953 en Alemania del Este, el gobierno de la RDA instituyó un programa de "reforma moral" para construir una base sólida para la nueva república socialista en la que se defendía la masculinidad y la familia tradicional, mientras que el aborto y la homosexualidad, considerados contrarios a las "buenas costumbres de los trabajadores", seguían siendo perseguidos. Las relaciones homosexuales eran "consideradas alternativamente como un remanente de la decadencia burguesa, un signo de debilidad moral y una amenaza para la salud social y política de la nación". Los gays y las lesbianas de la RDA experimentaron intensos sentimientos de aislamiento en este panorama social, y los que vivían en las zonas rurales lo pasaban aún peor que los residentes urbanos. Una de las fundadoras de la publicación lésbica Frau Anders recuerda:

"Yo misma vengo de una ciudad de provincia, de Suhl. En los encuentros de lesbianas conocí a otras lesbianas que se habían refugiado solas en algún lugar y se sentían muy solas. Entonces viajaban cientos de kilómetros sólo para encontrar una amiga por correspondencia, sólo para descubrir que no valía la pena. Estaban escondidas, habían pasado toda su vida escondidas".

Para muchas personas queer, este intenso aislamiento se convirtió en una invisibilidad en la que no sólo la representación, sino también el vocabulario estaban ausentes de la sociedad. En respuesta a una pregunta de la entrevista sobre su percepción de la aceptabilidad social de salir del armario, Barbara, una mujer de Berlín Oriental, explicó:

"Estoy segura de que en la RDA nunca me habría juntado con una mujer, eso no habría sido posible. Para eso, el rechazo y la intolerancia eran demasiado grandes. De eso estoy segura... No, no habría podido salir del armario en la RDA. No habría sabido dónde se encuentran las mujeres, dónde están las lesbianas. “No sabía que a las lesbianas se les llamaba ‘lesbianas’”.

## Visibilidad queer
En los primeros años de la RDA, los espacios queer solían quedar relegados a un segundo plano por debajo de las estructuras estatales formales. La FDJ (Juventud Libre Alemana) no aceptaba miembros homosexuales y los ayuntamientos dificultaban la creación de espacios de reunión y eventos. En la década de 1970, la visibilidad empezó a mejorar ligeramente y varias instituciones queer se afianzaron en Berlín y sus alrededores. La HIB (Homosexuelle Interessengemeinschaft Berlin) se creó en 1973 con la creencia de que «la emancipación homosexual es parte del éxito del socialismo», con el objetivo de educar a la sociedad en este sentido. En un contexto más informal, las reuniones en la gran casa heredada de Charlotte von Mahlsdorf en las afueras de Berlín se convirtieron en un grupo de apoyo quincenal en el que se hablaba de salir del armario, enfermedades de transmisión sexual y otros temas queer, además de beber y bailar. Charlotte era la persona trans más conocida de Alemania Oriental y se involucró con la Stasi como sujeto de vigilancia y como sospechosa de ser informante. Ursula Sillge planeó una reunión en su establecimiento, que fue el primer evento nacional organizado para lesbianas, pero la policía la bloqueó en abril de 1978. A partir de entonces, al grupo de apoyo se le prohibió reunirse en el local de Von Mahlsdorf. El HIB corrió una suerte similar al mismo tiempo debido tanto a la vigilancia de la Stasi y la intervención posterior como a las importantes dificultades organizativas del grupo.
Ese mismo año, el Acuerdo Iglesia-Estado permitió que los grupos de derechos queer se reunieran en iglesias protestantes, lo que les permitió organizarse y movilizarse de manera más efectiva. Aunque hubo tensión entre las instituciones religiosas y estos grupos de trabajo queer, la oportunidad fue invaluable porque les permitió organizar debates sobre "salir del armario", noches de padres y eventos sociales de gays y lesbianas. Además, estos grupos de trabajo desempeñaron un papel importante en el recuerdo de las víctimas gays y lesbianas del Holocausto, colocando una corona floral en el lugar conmemorativo de Buchenwald en 1983, seguida de manifestaciones similares en otros monumentos conmemorativos del Holocausto. El SED respondió negativamente, argumentando que la homosexualidad no podía considerarse un «problema separado» en la historia del Holocausto, añadiendo que «muchos reclusos homosexuales de los campos de concentración eran criminales, y el número de homosexuales asesinados en los campos de concentración era una parte muy pequeña de los asesinados por los fascistas».
Un cambio en la política de la RDA en 1985 llevó a que muchos grupos se formalizaran más. El 11º Congreso del SED reevaluó el enfoque del partido hacia los homosexuales para centrarse en la integración, lo que simbolizaba un intento radical de adaptarse a las normas sociales cambiantes dentro de la sociedad. Si bien el propio partido siguió siendo bastante ambivalente hacia las personas queer, relegar a las instituciones de los grupos minoritarios fuera de las estructuras estatales podría haber sido interpretado como una deslegitimación del Estado, por lo que muchos funcionarios del partido buscaron desarrollar una política más integradora hacia los homosexuales. En esta época también, el partido revisó su postura sobre las víctimas homosexuales del Holocausto dentro del legado del antifascismo. En una reseña de la película de 1989 Coming Out, la única película de la RDA que tenía un tema LGBT, el ministro de Cultura explicó la importancia política de la película para el reconocimiento de los homosexuales y comunistas como víctimas que lucharon juntos contra sus torturadores fascistas.
El cambio en la posición oficial llevó a la creación de clubes de gays y lesbianas dentro del contexto de las instituciones estatales, una medida que los activistas habían estado intentando desde la década de 1970. Por ejemplo, el círculo de activistas no afiliados a la iglesia alrededor de Sillge, que se había estado reuniendo desde la desaparición del HIB, solicitó con éxito permiso para ocupar un espacio permanente en el Mittzwanziger-Klub en Veteranenstraße en 1986. Como el espacio solo era gratuito los domingos, ese se convirtió en el día de reunión habitual y, a partir de 1987, el grupo se llamó Club Dominical (Sonntags-Club). Aunque el club perdió el espacio en 1987, al año siguiente pudo trasladarse al Kreiskulturhaus (Centro Cultural del Distrito) en el distrito Mitte de Berlín. El Club Dominical no obtuvo estatus oficial como asociación legal hasta 1990, después de la caída del Muro de Berlín, aunque contó con un fuerte apoyo de la comunidad. Grupos y clubes similares se crearon más tarde en Dresde, Leipzig, Weimar, Gera, Magdeburgo, Potsdam, Halle y un segundo club en Berlín.
Además, la Kulturbund permitió que el Magnus Hirschfeld Arbeitskreis (Grupo de Estudio Magnus Hirschfeld) se organizara bajo el pretexto de promover los esfuerzos científicos en sexualidad. Las organizaciones estatales, como los servicios de planificación familiar, también comenzaron a capacitar al personal sobre cuestiones relacionadas con la identidad sexual. Después de 1985, la FDJ comenzó a debatir sobre la homosexualidad y la bisexualidad y a organizar eventos para la comunidad. En el Festival de la Juventud de la FDJ de 1989, el consejo central de la organización dio instrucciones para que se acogiera positivamente la creación de nuevos espacios y clubes. Las FDJ también permitieron la existencia de secciones gays en sus filas.
Sin embargo, el propio SED siguió siendo bastante ambivalente en lo que respecta a las cuestiones, identidades y reconocimiento de los homosexuales, en parte debido a la creencia de que el no involucrarse en el tema lo "resolvería". Por lo tanto, la reforma política de 1985 se dejó principalmente en manos de la interpretación de los funcionarios locales del partido y la homofobia era relativamente común. Sin embargo, el enfoque del estado hacia la homosexualidad seguía siendo uno de los más progresistas de su época. Por ejemplo, el ex primer secretario del consejo central del FDJ Eberhard Aurich defendió la importancia de integrar a la comunidad en el ámbito público:

“De acuerdo con nuestros objetivos en el Programa Público del FDJ para los 40 años de la RDA... atribuimos mucha importancia a la integración de los jóvenes homosexuales como ciudadanos iguales... Puedo asegurarles que el FDJ seguirá prestando gran atención a la completa igualdad de los jóvenes homosexuales y otros ciudadanos en sus diversas formas de trabajo político e ideológico”.

En 1988 el Museo Alemán de la Higiene, en colaboración con activistas gays y lesbianas de Alemania Oriental, encargó al estudio cinematográfico estatal DEFA la realización del documental Die andere Liebe («El otro amor»), que pretendía transmitir la aceptación oficial de la homosexualidad por parte del Estado. Fue la primera película de Alemania del Este que abordó el tema.

## Sida
La crisis del sida, tal como la vivieron las comunidades homosexuales en Occidente, no penetró en la RDA con la misma intensidad. En 1989, sólo 84 personas habían sido diagnosticadas con sida, en comparación con 37 052 en la RFA. Aunque esta estadística fue realizada por una organización alemana en respuesta al sida diez años después, siempre existe la posibilidad de que los diagnósticos no necesariamente reflejen el número real de casos. Sin embargo, la falta de contacto con Occidente y el aislamiento general de la población hicieron que la epidemia del sida no fuera tan prevalente entre la comunidad. Por ello, el SED trató la crisis como un problema del Occidente capitalista. Sin embargo, en los últimos años de la RDA, el sida era una preocupación periférica de los hombres homosexuales en Berlín Oriental, conscientes de que los berlineses occidentales que viajaban al sector oriental de la ciudad estaban en contacto con el virus, pero esta preocupación nunca existió en la misma medida que en Occidente.
El único documental sobre prevención del VIH y sida producido en la RDA fue Liebe ohne Angst («Amor sin miedo»), que el Museo Alemán de la Higiene encargó a la DEFA en 1989. La película sigue al grupo de prevención del sida Aidsgesprächskreises («Círculo de debate sobre el sida») en una discoteca mientras discuten sobre la prevención del sida y entrevistan a un experto en sida que aclara que no es una "enfermedad gay".

## Cultura
El Estado siguió teniendo un control centralizado sobre los medios de comunicación, a menudo censurando el contenido queer y, por lo tanto, impidiendo cualquier representación del mismo. Las menciones más comunes de temas relacionados con lo queer fueron el uso peyorativo de schwul (gay) y lesbisch (lesbiana) en los chistes.
En los primeros años del régimen, los escritores de consejos en los medios estatales a menudo consideraban la homosexualidad como una perversión, patología o desviación. Esto sofocó gran parte de la cultura queer, y el SED generalmente evitaba hablar de la homosexualidad por completo. En 1965, el comité central se pronunció a favor de la representación del sexo en la literatura y la cultura, aunque debió adherirse a la narrativa socialista perfecta del romance, que sin duda excluía cualquier forma de amor no heterosexual. Como resultado, muchos activistas recurrieron a la imprenta de la Iglesia para crear obras que no sufrieran esta censura, aunque algunos se negaron a trabajar con la Iglesia por razones ideológicas.
A pesar de la separación física de Berlín después de 1961, Occidente siguió siendo culturalmente influyente en el material queer. La película de Rosa von Praunheim Nicht der Homosexuelle ist pervers, sondern die Situation, in der er lebt («No es el homosexual el que es perverso, sino la sociedad en la que vive») se emitió en la televisión occidental en 1973 y representó un momento clave en el movimiento de liberación gay de Alemania Occidental. En el Este no existía un movimiento de este tipo, pero la película ejerció una gran influencia sobre muchos alemanes orientales homosexuales, que la recuerdan como la primera representación de relaciones no heteronormativas en los medios de comunicación.
Tras la posición del partido de 1985 de integrar a los homosexuales en la comunidad, se sintió un efecto dominó en el arte y la cultura de la RDA. Se percibió una nueva apertura en los medios de comunicación, la literatura, la prensa escrita y la radiodifusión. En 1987, el programa de televisión Visite rompió muchos tabúes al hablar abiertamente de la homosexualidad como parte natural de la sexualidad humana. En 1988, el estudio cinematográfico estatal DEFA, por encargo del Museo Alemán de la Higiene, produjo la película Die andere Liebe («El otro amor»), el primer documental de la RDA sobre la homosexualidad, y en 1989 estrenó la única película de la RDA sobre el tema, Coming Out, del director gay Heiner Carow.

## Figuras notables
Rudolf Klimmer fue una figura homosexual destacada en la comunidad de la RDA, ejerciendo como psicólogo y sexólogo, además de activista homosexual. Después de la guerra se unió al SED y fue una figura destacada en la lucha por la eliminación del párrafo 175.
Eduard Stapel es otra figura destacada, teólogo y líder del movimiento de la Iglesia de lesbianas y gays. En 1982 fundó el Grupo de Trabajo sobre Homosexualidad con Christian Pulz y Matthias Kittlitz en el Centro de Estudiantes Evangélicos de Leipzig. Continuó abogando por la comunidad homosexual dentro y fuera de la esfera eclesiástica. La Stasi lo consideraba el principal organizador del movimiento por los derechos de los homosexuales en la RDA y de sus numerosos grupos y organizaciones que fueron apartados de las instituciones estatales formales. En abril de 1994, Stapel fue entrevistado por el investigador de historia gay Kurt Stapel, quien publicó una transcripción en su libro de 1994 Schwuler Osten.
Charlotte von Mahlsdorf fue la mujer trans más conocida de Alemania Oriental. Vivía en una urbanización a las afueras de Berlín, que convirtió en un museo local sobre la época del surgimiento de la comunidad. Allí organizaba reuniones informales queer que finalmente fueron clausuradas por la Stasi.